# Velimir Naumović
Velimir Naumovic dit Velco, né le 19 mars 1936 à Belgrade (Yougoslavie) et mort le 18 décembre 2011 à Embourg, est un footballeur yougoslave, naturalisé belge en 1992.

## Biographie
International yougoslave, il évolue comme milieu de terrain. Il est Champion de Belgique en 1969 avec le Standard de Liège et remporte la Coupe de France en 1971 avec le Stade rennais.

## Palmarès

### Palmarès Joueur
- International yougoslave (3 sélections)
- Champion de Belgique en 1969 avec le Standard de Liège
- Vainqueur de la Coupe de France 1971 avec le Stade rennais

### Palmarès Entraîneur
- Champion d'Algérie en 1979 avec la MC Alger